# Темний оракул
«Темний оракул» (англ. Dark Oracle) — канадський серіал з елементами анімації, прем'єра якого відбулася у 2004 році на YTV. Він був створений Яною Сіньор і спільно розроблений з Хізер Конкі. У 2005 році серіал отримав міжнародну премію Еммі за найкращу дитячу та юнацьку програму. В Україні серіал транслювався на каналі «ТЕТ».

## Сюжет
«Темний оракул» розповідає про пригоди 15-ти річних близнюків Келлі та Ланса Стоунів, які знаходять комікс, який передбачає події їхнього життя. Вони дізнаються про своїх двійників зі світу коміксу, що бажають потрапити до їхнього світу. Злі альтер-его Віолета та Блейз, володіють дивовижною здатністю маніпулювати майбутнім. Оскільки події у світі коміксів впливають на події в їх власному світі, Келлі та Ланс намагаються бути на крок попереду своїх темних двійників або зіткнутися з дуже неприємною долею.
У «Темному оракулі» знялися Пола Бранкаті та Алекс Хаус у ролі Келлі та Ланса Стоуна, а також Джонатан Мален у ролі Діззі, давнього друга дитинства Ланса та Келлі, і Данієль Міллер у ролі Сейдж, яка викликала інтерес у Ланса.
«Одією з речей, яка привернула нас до „Темного оракула“, полягає в тому, що серіал застосовує високо розвинену концепцію коміксів, що оживають, втручаючись у життя звичайних підлітків середньої школи. Візуально це виглядатиме ефектно, і це чудова сцена для чудових драматичних історій, оскільки Ланс і Келлі мають зрозуміти, як впоратися з передбаченнями коміксу», — пояснила Сюзанна Френч, продюсерка Shaftesbury Films.
У другому сезоні «Темного оракула» ставки стають ще вищими, коли Віолета та Блейз намагаються втекти в реальний світ, щоб сіяти подальший хаос. Вони намагаються безпосередньо затягти героїв у свій вимір і замінити їх. Діззі та Сейдж дізнаються про комікс і збираються допомогти друзям протистояти двійникам.

## Актори та персонажі

### Головні
- Келлі Стоун (Пола Бранкаті) сестра-близнючка Ланса, мила і пишається тим, що вона розважлива. Вона також остання людина, яка повірила б у комікс, який може перенести вас у нові світи. Коли вона опиняється в оточенні надприродного, то вона починає вірити, що все може статися. У коміксах вона є фігурою Віолети.
- Ланс Стоун (Алекс Хаус) брат-близнюк Келлі, віддає перевагу відеоіграм і коміксам, ніж реальним людям. На відміну від своєї сестри, він дуже сором'язливий і прагне триматися осторонь. Коли він опиняється втягнутим у світ коміксів і зустрічає Сейдж, цей самопроголошений дивак починає виходити зі своєї шкаралупи. У коміксах він є фігурою Блейза.
- Діззі (Джонатан Мален) найкращий друг Ланса, так само як і Ланс, поділяє пристрасть до відеоігор і коміксів. Немає сумніву, що середня школа ставить перед Діззі труднощі, особливо через його закоханість у Каллі. Але за деякий час він здатний похитнути свою персону гіка і стати не зовсім крутим… але майже. У 2 сезоні Ланс і Келлі вирішують розповісти йому про комікс.
- Сейдж ЛаП'єр (Данієль Міллер) вона працює в Gamers Cave Comic Book Store і стає дівчиною Ланса. Вона не помічає надприродних подій навколо себе, хоча в 2 сезоні, як і Діззі, вона дізнається від Ланса та Келлі все про комікс. Вона та Ланс двічі розлучаються протягом серіалу через вплив коміксу.

### Другорядні
- Дойл (Марк Елліс) є власником магазину коміксів Gamers Cave. Він проводить багато часу в задній частині свого магазину, який також є місцем зустрічі таємного клубу некромантів. Ланс і Келлі підозрюють, що він якось пов'язаний з дивним коміксом.
- Енні (Барбара Мамаболо): Вона найкраща подруга Келлі. Вони з Келлі дуже часто сваряться з моменту появи коміксу. Коли вони сваряться, Енні тусується з Кетлін, поки вони знову не миряться. Енні підтримуватиме Келлі майже в усьому. Вона не з'являється у 2 сезоні, так і не дізнавшись про комікс, і більше ніколи не згадується.
- Омен (Крістофер Тернер) Дойл перетворив його на жабу, щоб він міг контролювати свою магію. У першому епізоді серіалу Омен бачить Ланса і випадково чує його коментар про те, «як можна багато чому навчитися з коміксу». Потім Омен використовує решту своєї магії, щоб перетворити попередній комікс на «Темний Оракул». Коли Ланса запросили до ігрової групи Дойла, Омен тікає зі своєї клітки, ховається у рюкзаку Келлі. Омен несвідомо потрапляє в сім'ю Стоун. Келлі називає його Немо, отримавши ім'я з коміксів. Він не повертається до свого людського вигляду, доки Ланс не поцілує Немо (взято з історії про принца-жабу), і прокляття Омена не буде знято.
- Верн (Девід Рендалл) Він однокласник-гот Ланса та Келлі. Він не друг і не справжній ворог. Він завжди крутиться біля Сімони, яка може відчувати до нього почуття, і намагається дізнатися про силу, якою володіють Омен і Дойл. Іноді він завдає біди близнюкам, а іноді приходить їм на допомогу. Верн врятував життя Ленса, коли Верн штовхнув його в дзеркало, маючи на увазі, що це була нешкідлива витівка. Результатом стало те, що зле альтер-его Ланса заволоділо особистістю Ланса, але Верн допоміг Каллі та її друзям вигнати його з тіла її брата.
- Еммет (Натан Стівенсон): йому починає подобатися Каллі, але через комікс і Омена їхні стосунки закінчуються.

## Серії

### 1 сезон (2004—2005)
| №  | Назва                   | Режисер     | Сценарист              | Дата показу         |
| -- | ----------------------- | ----------- | ---------------------- | ------------------- |
| 1  | «Темний оракул»         | Рон Мерфі   | Хізер Конкі Яна Сіньор | 2 жовтня 2004р.     |
| 2  | «Маскарад»              | Рон Мерфі   | Хізер Конкі Яна Сіньор | 9 жовтня 2004р.     |
| 3  | «Зустріч чверті місяця» | Рон Мерфі   | Хізер Конкі Яна Сіньор | 16 жовтня 2004р.    |
| 4  | «Майстер пейнтболу»     | Рон Мерфі   | Яна Сіньор             | 23 жовтня 2004р.    |
| 5  | «Королева моди»         | Крейґ Прайс | Хізер Конкі Яна Сіньор | 6 листопада 2004р.  |
| 6  | «Падальники»            | Рон Мерфі   | Тоні Елліотт           | 13 листопада 2004р. |
| 7  | «Подавлений»            | Крейґ Прайс | Ніколь Демерс          | 20 листопада 2004р. |
| 8  | «Вербування»            | Крейґ Прайс | Хізер Конкі            | 27 листопада 2004р. |
| 9  | «Ідолізований»          | Крейґ Прайс | Хізер Конкі            | 15 січня 2005р.     |
| 10 | «Цокаючий годинник»     | Рон Мерфі   | Яна Сіньор             | 29 січня 2005р.     |
| 11 | «В пастці»              | Рон Мерфі   | Яна Сіньор             | 5 лютого 2005р.     |
| 12 | «Маріонетка»            | Рон Мерфі   | Хізер Конкі            | 12 лютого 2005р.    |
| 13 | «Повний цикл»           | Рон Мерфі   | Хізер Конкі Яна Сіньор | 26 лютого 2005р.    |

## Виробництво
Mill Creek Entertainment випустило всі серії на DVD 17 серпня 2010 року.

## Показ
У Франції серіал транслювався на Planète+ Aventure з 2004 року.
В Італії серіал транслювався на DeA Kids, а потім на Super!.
В Європі серіал транслювався на Jetix (за виключенням Франції та Італії).
В Україні серіал транслювався на каналі «ТЕТ».

## Закадрове озвучення

### Українське двоголосе закадрове озвучення студії «Стар-Майстер»
Ролі озвучували: Ярослав Чорненький та Інна Капінос

### Російське двоголосе закадрове озвучення компанії «Кіт»
Ролі озвучували: Павло Скороходько та Катерина Буцька

## Нотатки
1. ↑  Produced under the Coliseum brand name (a former Cookie Jar Entertainment label for shows not aimed at their main demographic of pre-school audiences at the time)